# Warsheikh
Warsheikh (auch Uarsheikh, Warshiikh, Warsheekh oder Warshek geschrieben) ist ein Ort in der Region Shabeellaha Dhexe in Somalia. Es ist an der Küste gelegen und hat etwa 3.500 Einwohner. Im 19. Jahrhundert war es Besitzung des Sultanats Sansibar.